# Gelstern
Gelstern ist ein Ortsteil der Gemeinde Schalksmühle im Märkischen Kreis im Regierungsbezirk Arnsberg in Nordrhein-Westfalen (Deutschland).

## Lage und Beschreibung
Der Wohnplatz befindet sich südöstlich des Ortsteils Heedfeld unmittelbar an der Stadtgrenze zu Lüdenscheid. Der Ort ist über eine Zufahrt von der Landesstraße 692 erreichbar.
Weitere Nachbarorte auf dem Schalksmühler Gemeindegebiet sind Heedfeld, Eichholz, Kuhlenkeppig, Worth, Schnarüm, Amphop, Altenhorst und Häuschen,  sowie Eggenscheid, Römerweg, Hülscheiderbaum und Dönne auf Lüdenscheider Stadtgebiet.
Gelstern ist Sitz des Golfclubs Gelstern, der am Ort ein 18-Loch-Golfplatz betreibt.

## Geschichte
Gelstern gehörte bis zum 19. Jahrhundert der Midder Bauerschaft des Kirchspiels Hülscheid an. Ab 1816 war der Ort Teil der Gemeinde Hülscheid in der Bürgermeisterei Halver im Kreis Altena, 1818 lebten sechs Einwohner im Ort. Der laut der Ortschafts- und Entfernungs-Tabelle des Regierungs-Bezirks Arnsberg als Kotten kategorisierte Ort besaß 1839 ein Wohnhaus. Zu dieser Zeit lebten zehn Einwohner im Ort, allesamt evangelischen Bekenntnisses.
1844 wurde die Gemeinde Hülscheid mit Gelstern von dem Amt Halver abgespaltet und dem neu gegründeten Amt Lüdenscheid zugewiesen.
Der Ort ist auf der Preußischen Uraufnahme von 1840 unbeschriftet verzeichnet. Ab der Preußischen Neuaufnahme von 1892 ist der Ort auf Messtischblättern der TK25 als Gelstern verzeichnet.
Die Gemeinde- und Gutbezirksstatistik der Provinz Westfalen führt 1871 den Ort als Kotten unter dem Namen Gelstern mit einem Wohnhaus und zehn Einwohnern auf. Das Gemeindelexikon für die Provinz Westfalen gibt 1885 für Gelstern eine Zahl von fünf Einwohnern an, die in einem Wohnhaus lebten. 1895 besitzt der Ort ein Wohnhaus mit sieben Einwohnern, 1905 werden ein Wohnhaus und neun Einwohner angegeben.
1969 wurden die Gemeinden Hülscheid und Schalksmühle zur amtsfreien Großgemeinde (Einheitsgemeinde) Schalksmühle im Kreis Altena zusammengeschlossen und Gelstern gehört seitdem politisch zu Schalksmühle, das 1975 auf Grund des Sauerland/Paderborn-Gesetzes Teil des neu geschaffenen Märkischen Kreises wurde.
Ab 1985 wurde der Golfplatz im Umfeld des Ortes angelegt, der sukzessive bis 1997 zu einer 18-Loch Anlage erweitert wurde.